# Homem na Escuridão
Man in the Dark é um romance do escritor norte-americano Paul Auster de 2008.
Em Brasil: Homem no escuro / Portugal: Homem na escuridão, romance da autoria de Paul Auster, é-nos descrita uma América onde as Torres Gémeas não caíram e as eleições presidenciais de 2000 conduziram à secessão, com estado após estado a abandonar a união e uma sangrenta guerra civil a instalar-se. Este mundo paralelo é criado pela mente e coração perturbados de August Brill, um crítico literário vítima de insónias. Com 72 anos, Brill está a recuperar de um acidente de viação em casa da filha, em Vermont e, para afastar recordações – a morte da mulher e o violento assassínio do namorado da neta –, conta histórias a si próprio.
Gradualmente, o que Brill tenta desesperadamente impedir insiste em ser contado. Com a neta a juntar-se-lhe de madrugada, ele arranja finalmente coragem para revisitar os seus piores dramas.
"Homem na Escuridão" é o exemplar de um romance contemporâneo, um livro que nos obriga a confrontar a escuridão da noite, celebrando a existência das pequenas alegrias do dia-a-dia num mundo capaz da mais grotesca violência.